# Babouillec
Hélène Nicolas, dite Babouillec, née en 1985 à Aunay-sur-Odon, est une poétesse française.

## Biographie

### Jeunesse
Hélène Nicolas naît en 1985 à Aunay-sur-Odon. Elle déclare: « Je suis née un jour de neige, d'une mère qui se marre tout le temps. Je me suis dit, ça caille, mais ça a l'air cool, la vie. Et j'ai enchaîné les galères »[pertinence contestée]. Atteinte d'autisme sévère, elle est placée dans une institution qui la néglige jusqu'à ses 14 ans en 1999. « La gamine était un «bloc» qui hurlait lorsqu’on la touchait »,.
Son pseudonyme est un nom et une identité que la jeune femme autiste du nom d'Hélène s'est choisi pour parler de l'artiste en elle, à partir du diminutif Ba(r)bouille. Ses parents lui avaient donné ce nom quand elle s'était tournée vers la peinture étant enfant.
Sa mère, Véronique Truffert, décide de s'occuper d'elle à plein temps. Sa fille ne parle pas et a peu d'autonomie motrice, ne pouvant pas tenir un stylo, un livre ni taper sur un clavier d'ordinateur.
Véronique Truffert découvre que sa fille alors âgée de 20 ans sait lire quand celle-ci fait tomber un jeu de construction et remet les pièces dans l'ordre. Sa mère fabrique un alphabet, ainsi sa fille peut former des mots puis des phrases. Hélène maitrise l'orthographe et un vocabulaire recherché sans avoir appris à lire, écrire et sans avoir été scolarisée. Elle explique qu'elle y est parvenue « en jouant avec chacun des espaces secrets de mon cornichon de cerveau ». Hélène se passionne également pour la peinture, les chevaux et la musique. Sa mère confirme que « l'écriture lui a ouvert un monde ».

### Œuvres
En 2007, Hélène Nicolas et sa mère assistent à une représentation de Agatha de Marguerite Duras, dans une mise en scène d'Arnaud Stephan à Rennes. Après la représentation, elle lui envoie un premier texte, Zen Cartoon Duras, puis un second, un monologue intérieur qu'elle publie en 2009, Raison et acte dans la douleur du silence, sous le nom de Babouillec, dont elle déclare que « C’est un arrangement de [s]on surnom, «Grabouille» ». En 2011, Arnaud Stephan adapte le texte dans la pièce À nos étoiles au Théâtre de Cornouaille de Quimper avec la comédienne Margot Segreto. Stephan déclare qu'il avait envie de faire connaître Babouillec « en tant qu'auteure, et non en tant qu'autiste qui écrit. C'est parce qu'elle est poète que je veux faire connaître ses textes »,.
En 2013, Babouillec publie Algorithme éponyme. Le metteur en scène Pierre Meunier qui a rencontré Babouillec en 2011 à l'association Espace Kiêthon, un centre pour jeunes autistes près de Rennes, adapte avec Marguerite Bordat le texte de Babouillec dans le spectacle Forbidden di sporgersi (Interdit de se pencher, dans une sorte d'espéranto) au Festival d'Avignon 2015. Selon Le Monde, « on découvre avec les extraits de son texte Algorithme éponyme qui traversent le spectacle une poésie extraordinairement précise, toute en fulgurances »,,. Toujours à Avignon lors d'une résidence d'écriture, Babouillec écrit le texte Oracle intérieur sur un artiste qui perd son statut d'intermittent et qu'interprète Arnaud Stephan.
La réalisatrice Julie Bertuccelli rencontre Babouillec lors d'une représentation d'une pièce de Pierre Meunier au Théâtre de la Bastille. Lorsqu'elle filme les répétitions de Forbidden di sporgersi, la réalisatrice décide de faire un film sur Babouillec. Elle tourne pendant deux ans, seule, sans technicien. Bertuccelli déclare « Je voulais faire le portrait, non d'une autiste au quotidien mais d'une artiste, d'une poétesse au talent fulgurant, qui nous transmet sa vision du monde et sa vision très particulière, très profonde, de nos relations humaines ». Le documentaire Dernières Nouvelles du cosmos sort en 2016 et révèle Babouillec au grand public. Le film est nommé aux César 2017,,.
En 2018, Babouillec publie son premier roman Rouge de soi chez Rivages. « Premier roman bouleversant dans lequel son personnage, miroir d’elle-même, est aux antipodes de l’enfermement. Un pied de nez aux idées reçues » (Télérama),. Et en 2021, elle publie un essai Voyage au centre d'un cerveau d'autiste. « Elle se perçoit comme « un négatif en développement, en attente d'image. L'image d'un univers en couleurs, de vie sans frontières. Je suis poète et les étoiles brillent dans ma tête ». (Livres Hebdo).

### Citations
- « Penser dans le silence est-ce un acte raisonnable ? J'ai traversé de longues années coupée du monde du dire. Impossible pour moi d'entrer dans une relation avec les codes établis. Un mutisme s'est emparé de mon corps. Mon intelligence mentale est enfermée dans ce corps du silence »[18]. Rouge de soi, 2018

- « L’autisme n’est pas une jungle, mais un désert édulcoré. Je le sillonne chaque jour pour trouver la sortie. Aride est mon parcours. Je plonge dans le cosmos tous feux éteints »[19]. Algorithme éponyme, 2013

## Œuvres

### Publications
- Raison et acte dans la douleur du silence, Christophe Chomant éditeur, 2009
- Algorithme éponyme, Christophe Chomant éditeur, 2013
- Soif de lettres, Christophe Chomant éditeur, 2015
- Rouge de soi, Rivages, 2018
- Kinderszenen-Treize scènes d'enfants, Lionel Jusseret, Babouillec, Josef Schovanec, Ed. Loco, 2020
- Voyage au centre d'un cerveau d'autiste, Rivages, 2021
- Emar dans la savane, illustrations Marjolaine Bouthillier, Tartamudo Eds, 2021

### Adaptations au théâtre
- 2011 : À nos étoiles d'après Raison et acte dans la douleur du silence, mise en scène Arnaud Stefan, Théâtre de Cornouaille de Quimper
- 2015 : Un jour de neige, conception Monsieur Roux, Pôle Sud (Chartres-de-Bretagne)[20],[21]
- 2015 : Forbidden di sporgersi, d'après Algorithme éponyme, mise en scène Pierre Meunier et Marguerite Bordat, Festival d'Avignon, tournée
- 2015 :  Oracle intérieur, mise en scène Pierre Meunier, Festival d'Avignon
- 2021 : Je suis honorée d’être née dans ta tête, concert littéraire de Séverine Ballon, d'après Voyage au centre d’un cerveau d’autiste et Algorithme éponyme, Maison de la Poésie, Paris[22]
- 2022 :  Oracle intérieur, mise en scène Pierre Meunier et Marguerite Bordat, Morlaix[23]
- 2023 : Les Traceuses, mise en scène Maëva Meunier, Théâtre Jules-Julien (Toulouse)
- 2023 : Le corps éparpillé dans la tête, mise en scène Lena Paugam, Festival d'Avignon

## Télévision
Depuis 2023, Babouillec participe à l'émission Les Rencontres du Papotin sur France 2 (Virginie Efira, Thomas Pesquet, Dany Boon, Clara Luciani).

## Discographie
- 2020 : Espèce en voie d'apparition (Babouillec par Monsieur Roux), album de Monsieur Roux